# Barnes Foundation

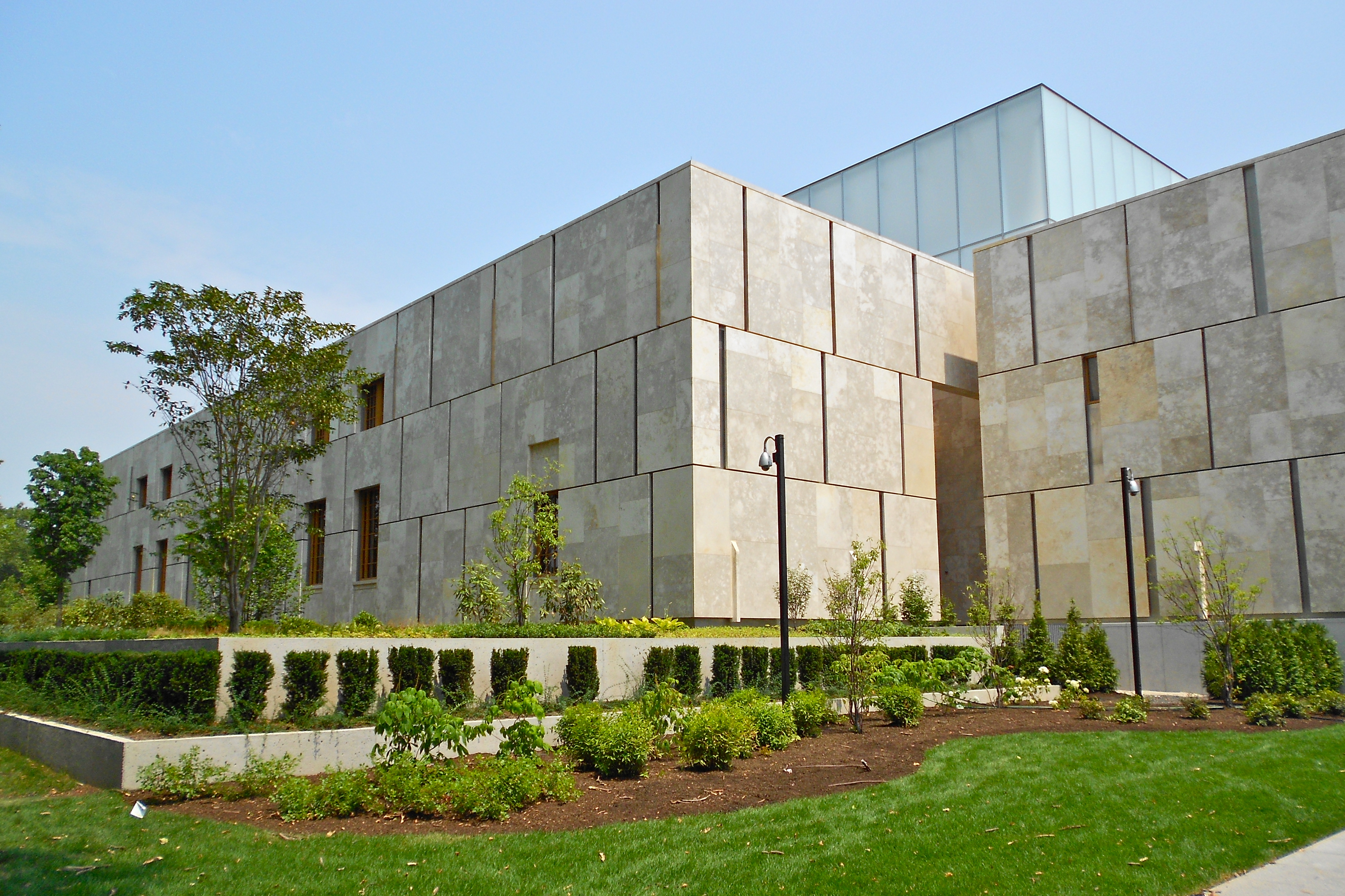
Edificio de la Fundación Barnes en Filadelfia.

La Barnes Foundation («Fundación Barnes») es una institución de arte educativa sita en Filadelfia (Estados Unidos). Desde mayo de 2012 cuenta con dos sedes: la primitiva se halla a las afueras de la ciudad, en Lower Merion, justo detrás del campus de la Universidad de Saint Joseph, y la nueva sede inaugurada en 2012 se emplaza en una avenida en el centro de Filadelfia. 

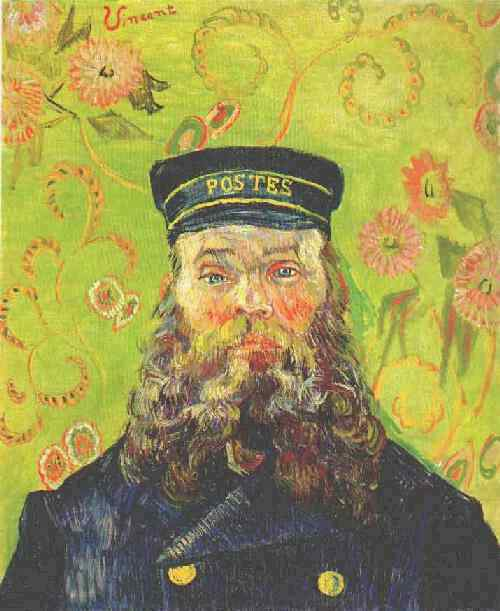
Retrato del cartero Joseph Roulin, por Vincent Van Gogh está entre los contenidos destacados de la Barnes Foundation.

La fundación nació en 1922 gracias al doctor Albert C. Barnes, quien amasó una fortuna al contribuir al desarrollo de uno de los primeros medicamentos antimicrobianos, el «Argyrol». Actualmente esta institución posee más de 2.500 objetos, incluyendo ochocientas pinturas que se estima que valen más de 30.000 millones de dólares; incluso algunos expertos, en el documental The Art of Steal creen que supera por mucho los 80.000 millones. El grueso de ellas es un conjunto impresionista y del primer arte moderno que se considera el más importante de Estados Unidos y que en algunos aspectos aventaja a los museos de París. Entre otras hay 181 pinturas de Pierre-Auguste Renoir, 69 de Paul Cézanne, y 59 de Henri Matisse, 46 de Picasso, 7 de Van Gogh, 6 de Seurat así como de otros numerosos maestros modernos como Giorgio de Chirico, Paul Gauguin, Édouard Manet, Amedeo Modigliani, Claude Monet, Maurice Utrillo, Maurice Prendergast, y una variedad de obras de arte africanas. También conserva obras antiguas, de artistas como El Greco y Francisco Goya. Hasta fecha reciente este colosal repertorio apenas era conocido internacionalmente, ya que la fundación (de acuerdo al señor Barnes) gestionaba su colección bajo condiciones muy estrictas: no prestaba ninguna obra para exposiciones y restringía el acceso del público general para favorecer una contemplación tranquila del arte y dar prioridad a la formación didáctica, mayormente de estudiantes y clases sociales desfavorecidas.  
La Fundación sufrió debido a una crisis financiera que llevó casi a la bancarrota en los años 1990. La escasez de recursos económicos condujo a las autoridades a pensar en una gestión más lucrativa y publicitada de la colección, propiciando una mayor afluencia de público. Se decidió trasladar la galería de Lower Merion al centro de Filadelfia, en el Benjamin Franklin Parkway, lo que suponía incumplir el testamento de Albert C. Barnes. Los detractores del traslado consideraban que este «traicionaba» la visión filantrópica del arte para rendirse a fines meramente económicos y turísticos. La construcción de la nueva sede para los cuadros y su traslado se culminó en 2012, tras diversos conflictos judiciales; la decisión había sido recurrida (sin éxito) por la asociación Friends of the Barnes and Montgomery County, Pennsylvania en el tribunal de Montgmonery Counthy Orphan.

## Fundación: condiciones estrictas
Albert C. Barnes fue un doctor que amasó una fortuna gracias a su desarrollo de un antiséptico «Argyrol», que combatía la gonorrea y en especial la ceguera que ésta causaba en los bebés. Aunque este medicamento quedó obsoleto décadas después por la invención de antibióticos más modernos, Barnes tuvo el acierto de revender su imperio antes de que ello ocurriese y también eludiendo el Crack de 1929.
Comenzó, en la década de 1910, a dedicarse a las artes, ayudado al principio por el pintor William Glackens, de quien se había hecho amigo. En 1912, estando en París, Barnes visitó la casa de Leo y Gertrude Stein, donde conoció a artistas jóvenes como Henri Matisse y Pablo Picasso. En los años veinte llegó a conocer, gracias al comerciante Paul Guillaume, la obra de otros artistas entonces poco conocidos como Amedeo Modigliani y Giorgio de Chirico. En 1922 Barnes comenzó a transformar su colección en una institución cultural, y el mismo año comenzó el trabajo de construcción del centro y a redactarse la carta fundacional de lo que sería la Fundación Barnes. En 1923, obras de la colección se mostraron en una exposición que fue duramente criticada y ridiculizada por la élite más tradicional de Filadelfia y por diversos medios de comunicación, como el diario The Philadelphia Inquirer dirigido por el también coleccionista Walter Annenberg. Barnes se sintió menospreciado por una alta sociedad con la que no sintonizaba, y se mantuvo al margen del museo más importante de la ciudad: el Museo de Arte de Filadelfia.
El programa original de su Fundación (que no era exactamente un museo, sino una escuela) se vio muy influido por el filósofo John Dewey, quien ayudó a Barnes a trazar sus objetivos. Dewey involucró a dos de sus alumnos para que lo ayudaran, Lawrence Buermeyer (1889-1970) y Thomas Munro. Munro encabezó el Programa Educativo en la Barnes durante varios años. Para conservar la identidad de la institución, Barnes estableció detalladamente los términos de su operación en un contrato de fideicomiso que debía respetarse a perpetuidad después de su muerte. Estas condiciones incluían que la admisión de público externo se limitase a dos días a la semana para dar prioridad a los alumnos de la escuela. En contra de las pautas habituales de los grandes museos, ávidos de público y dinero, Barnes prohibía prestar o vender obras de su colección, hacerla ir en exposiciones itinerantes, y presentar muestras temporales. Se dice que Matisse saludó la escuela como el único lugar «sano» de Estados Unidos para ver arte.

## Conflictos
A partir de la década de 1980 el arte impresionista y moderno experimentó una exagerada inflación de precios, lo cual unido al carácter excepcional de muchas obras, convirtió a la Colección Barnes en objetivo deseado por varios museos e instituciones más o menos benéficas. Se rumoreaba que las autoridades locales y el Museo de Arte de Filadelfia, al que Barnes detestaba, maniobraban y condicionaban a la opinión pública para trasladar la Fundación al centro de la ciudad y convertirla en un museo al uso, abierto al flujo turístico y al marketing y explotación comercial asociados a ello.
En 1992 los fideicomisarios afirmaron que el edificio del museo, muy deteriorado, requería profundas reparaciones y que la Fundación carecía de dinero suficiente, por lo que era necesario prestar obras (bajo pago) a otros museos, lo cual exigía romper algunos términos del contrato fundacional firmado por Barnes. Entre 1993 y 1995 una selección de 83 pinturas impresionistas francesas emprendió una gira mundial, lo que permitió recaudar fondos para la reparación. Paralelamente, el deseo de captar más turistas llevó a las autoridades a plantear la construcción de un aparcamiento junto a la sede de la colección. Este proyecto desagradó a los vecinos y provocó un largo conflicto judicial; la Fundación se ubicaba en un suburbio residencial muy tranquilo, con grandes jardines y calzadas estrechas, que no estaba urbanizado para acoger el tráfico de autobuses turísticos. Para complicar la situación, el dinero recaudado en la gira internacional se esfumó: las obras de renovación, los gastos en abogados por los litigios, y presumibles irregularidades financieras, llevaron la situación financiera de la Barnes al declive, y una auditoría realizada por la firma Deloitte Touche en 1999 concluyó que estaban cerca de la quiebra.
La Fundación solicitó, el 24 de septiembre de 2002, ante la corte judicial de Montgomery County Orphans, que supervisa sus operaciones, que quedara liberada de algunos de los términos del fideicomiso de Barnes para poder recaudar fondos. Entre los requisitos más problemáticos destacaba la permanencia en Lower Merion; muchas autoridades opinaban que un conjunto artístico tan valioso debía estar en el centro de Filadelfia, integrado en el circuito museístico y turístico. Después de dos años de litigio, el juez Stanley Ott permitió que la Fundación cambiara de sede.  Tres fundaciones, Pew Charitable Trusts, Lenfest Foundation y Annenberg Foundation, acordaron ayudar a la Barnes a recaudar ciento cincuenta millones de dólares a condición de que el traslado se aprobara. Antiguos estudiantes que se habían formado en las salas de Lower Merion expresaron su preocupación de que la nueva galería fuese un museo a gran escala más que una escuela como ellos la habían conocido y disfrutado. Después de la decisión del Juez Ott en 2004, se formó un grupo llamado Friends of the Barnes Foundation para intentar mantener la colección íntegra en su sede de Merion, y logró reabrir el caso para estudiar la posibilidad de que se quede en Merion, en lugar de trasladarse a Benjamin Franklin Parkway. El 13 de junio de 2005 dimitió la presidenta de la Fundación, Kimberly Camp. 
La Fundación Barnes siguió adelante con sus planes de trasladar su colección de arte al Benjamin Franklin Parkway, y anunció en 2007 que los arquitectos Tod Williams y Billie Tsien diseñarían su nueva sede allí. Los Friends of the Barnes Foundation and Montgomery County presentaron demandas ante la corte de Montgomery County Orphan's para reabrir el caso. El 29 de febrero de 2008 se supo que confiaban en persuadir al juez Ott de que protegiese la fundación y el fideicomiso, entendiendo que en las circunstancias actuales, la fundación podría subsistir y florecer en Merion si se gestionaban adecuadamente sus recursos. Este intento fracasó, y finalmente la nueva sede de la colección se inauguró en el centro de Filadelfia en mayo de 2012. Intentando conciliar el público masivo con los deseos del señor Barnes, se decidió reproducir la distribución y aspecto de las salas originales de Lower Merion, si bien externamente el edificio tiene una estética más moderna.

## Galería

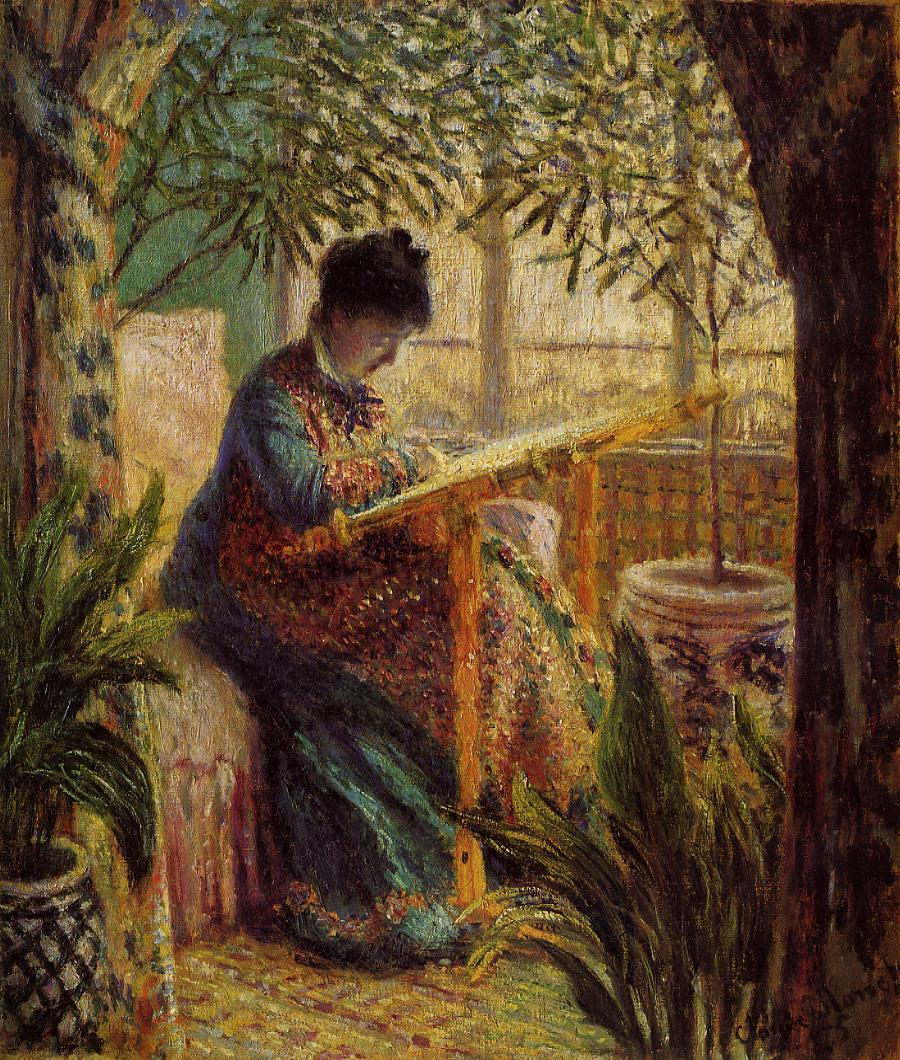
Camille trabajando (1875) por Claude Monet
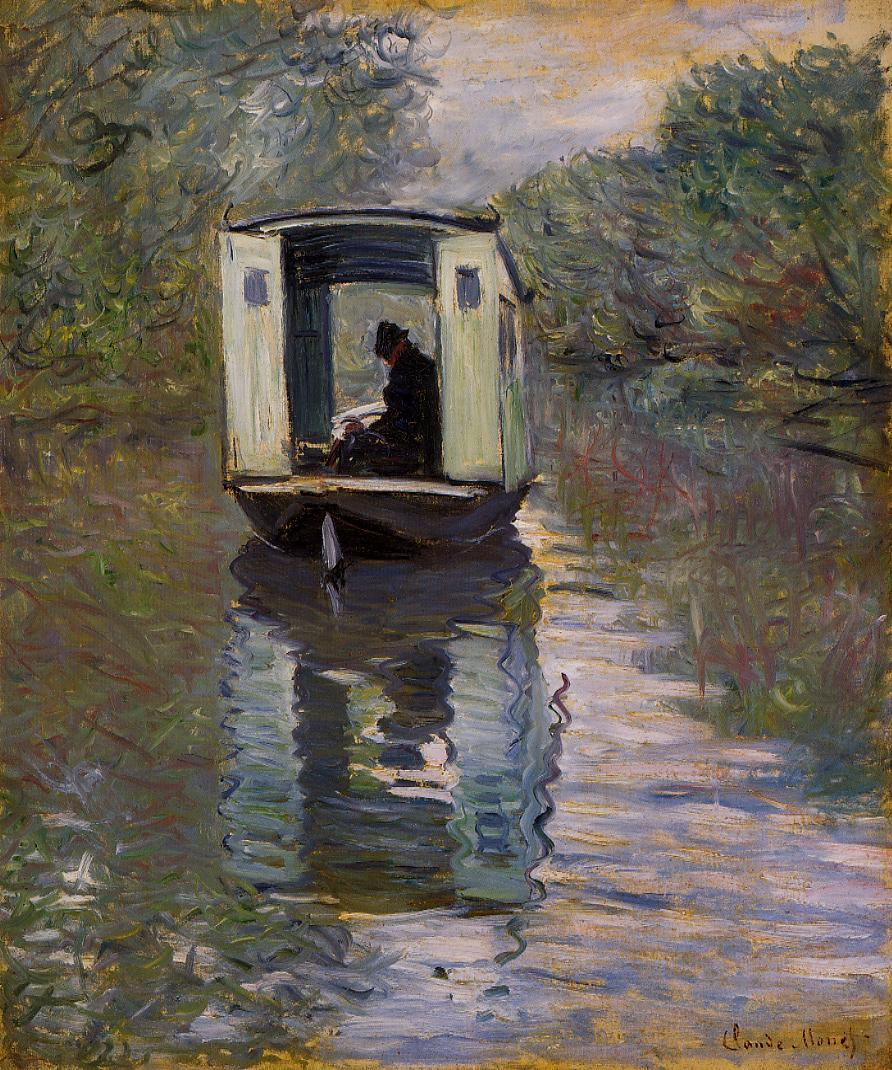
La barca-atelier (1876) por Claude Monet
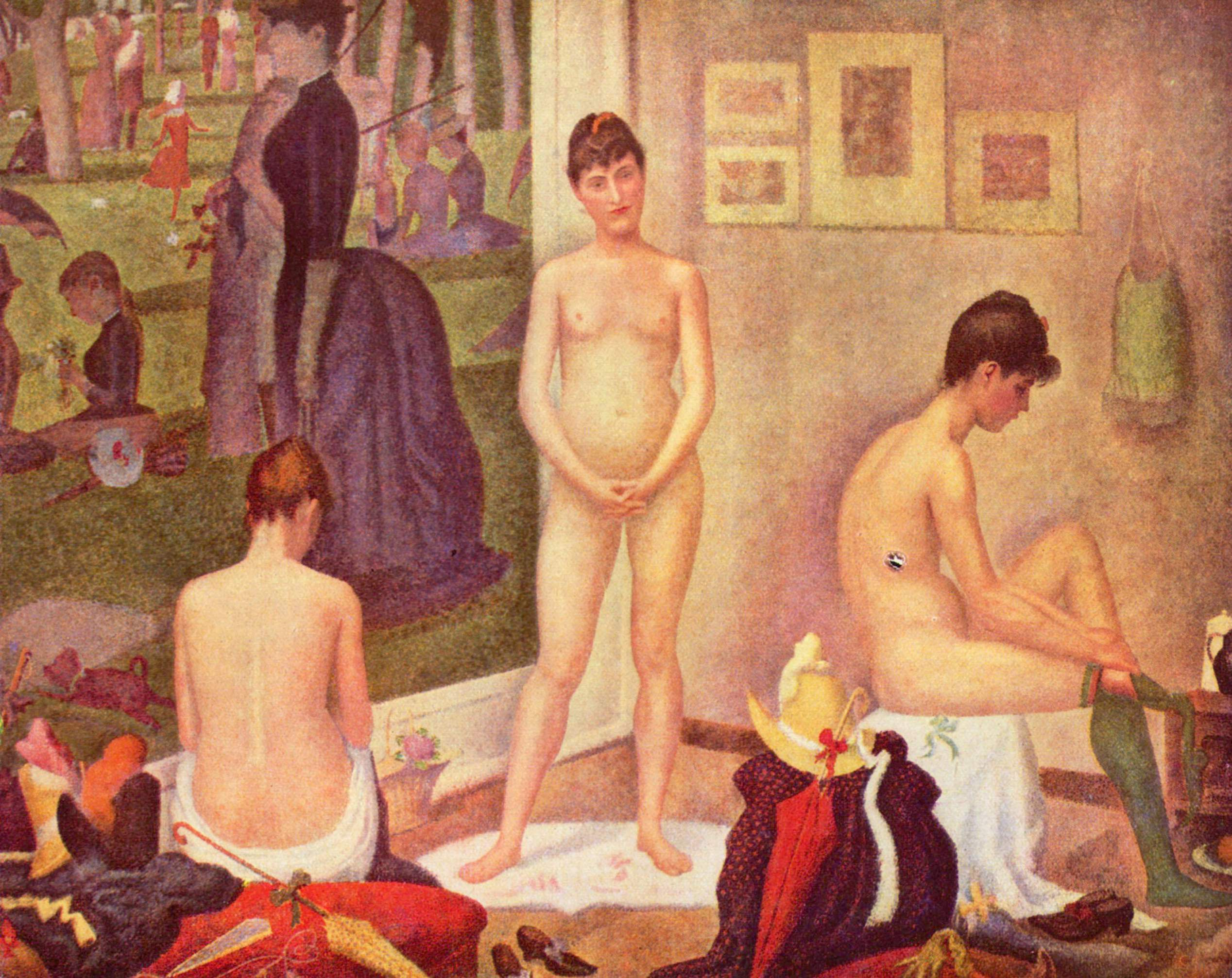
Las modelos (1877-8) por Georges Seurat
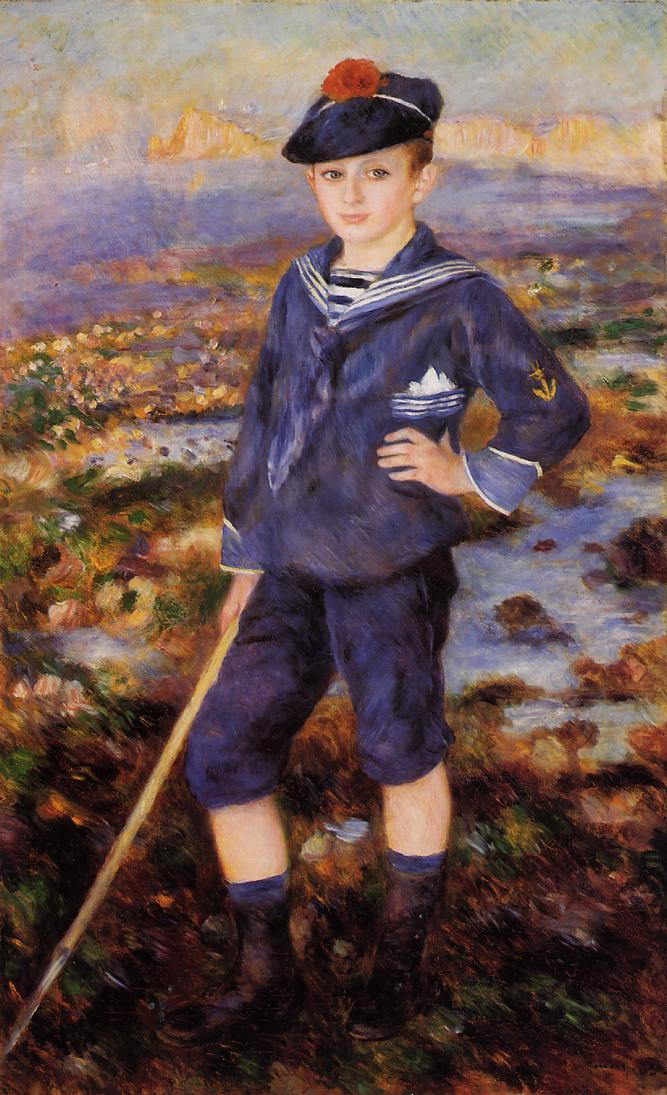
Muchacho en la playa de Yport (1883) por Pierre-Auguste Renoir
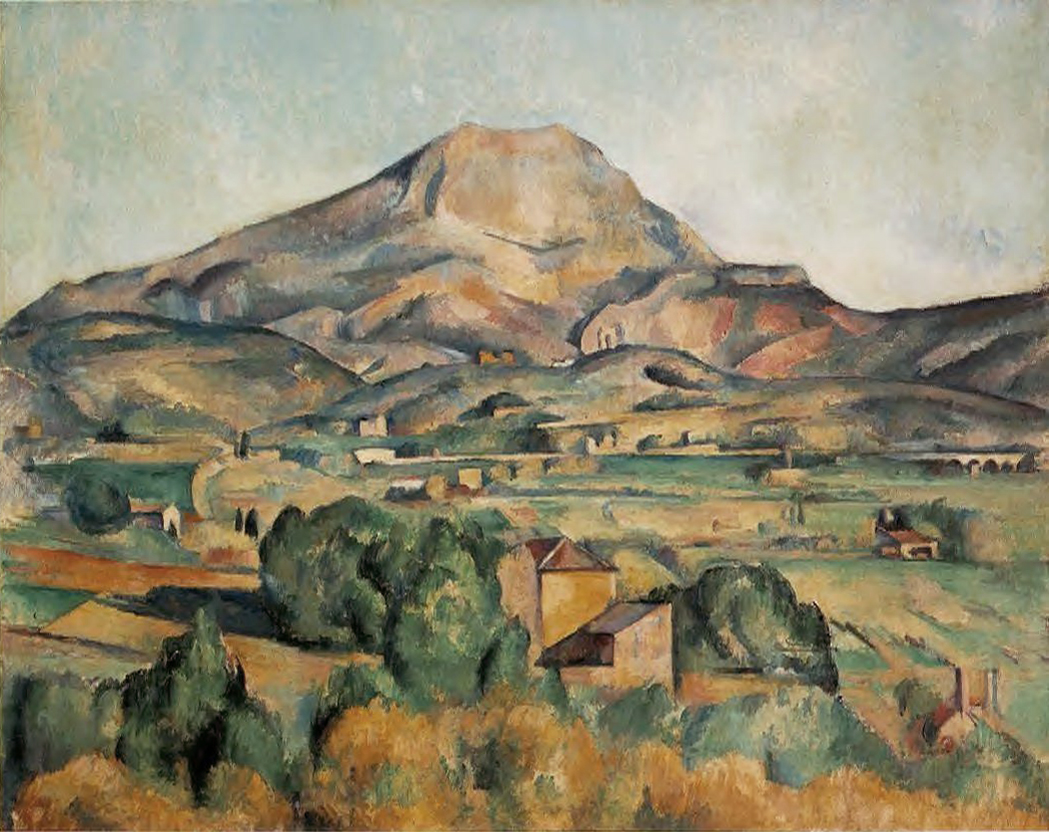
La montaña Sainte-Victoire vista desde Bellevue (1885-95) por Paul Cézanne
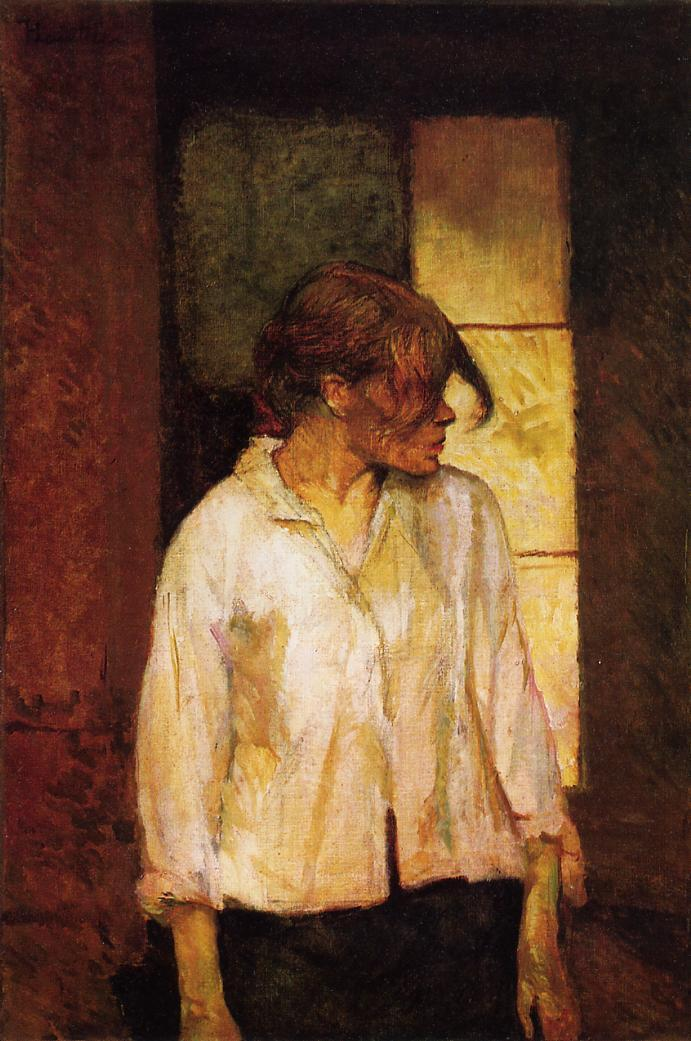
A Montrouge - Rosa la Rouge (1886-87) por Henri de Toulouse-Lautrec
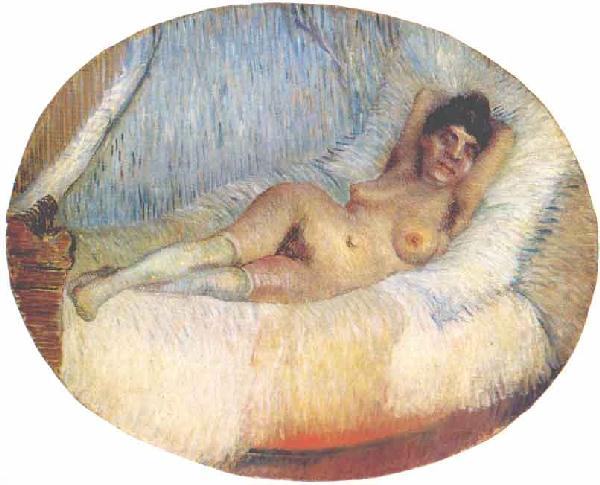
Mujer desnuda sobre una cama (1887) por Vincent van Gogh
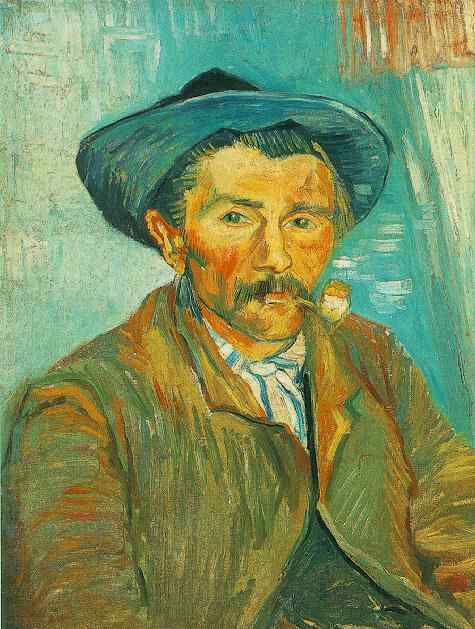
El fumador (1888) de V. van Gogh
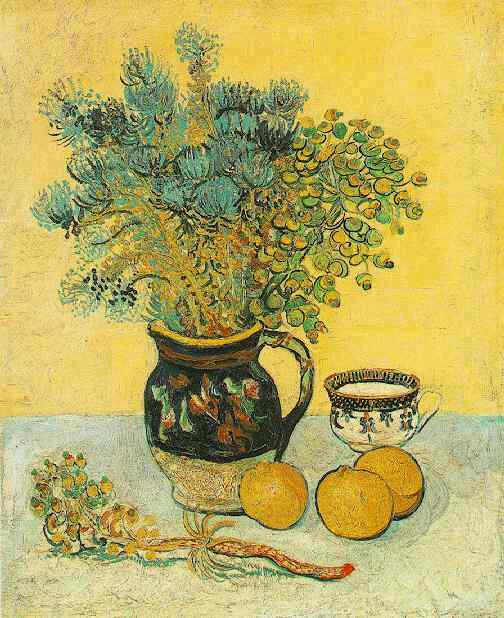
Bodegón de mayólica con flores silvestres (1888) por V. van Gogh
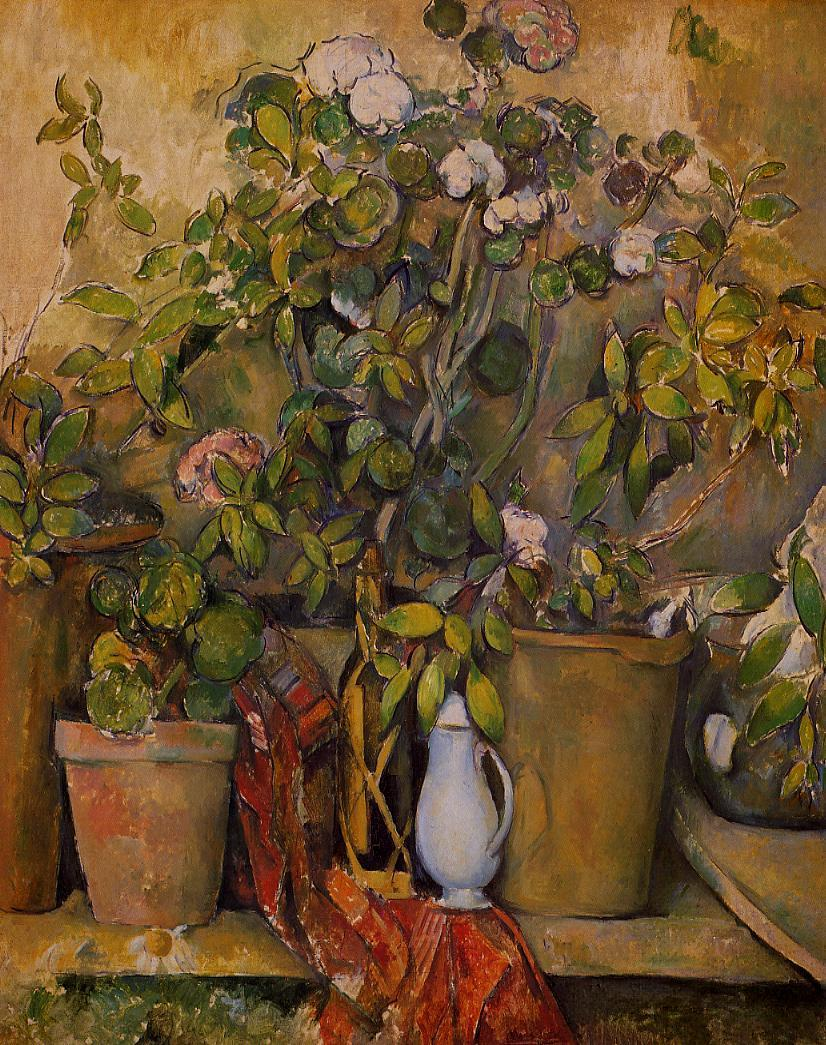
Macetas de terracota y flores (1888-1890) por P. Cézanne
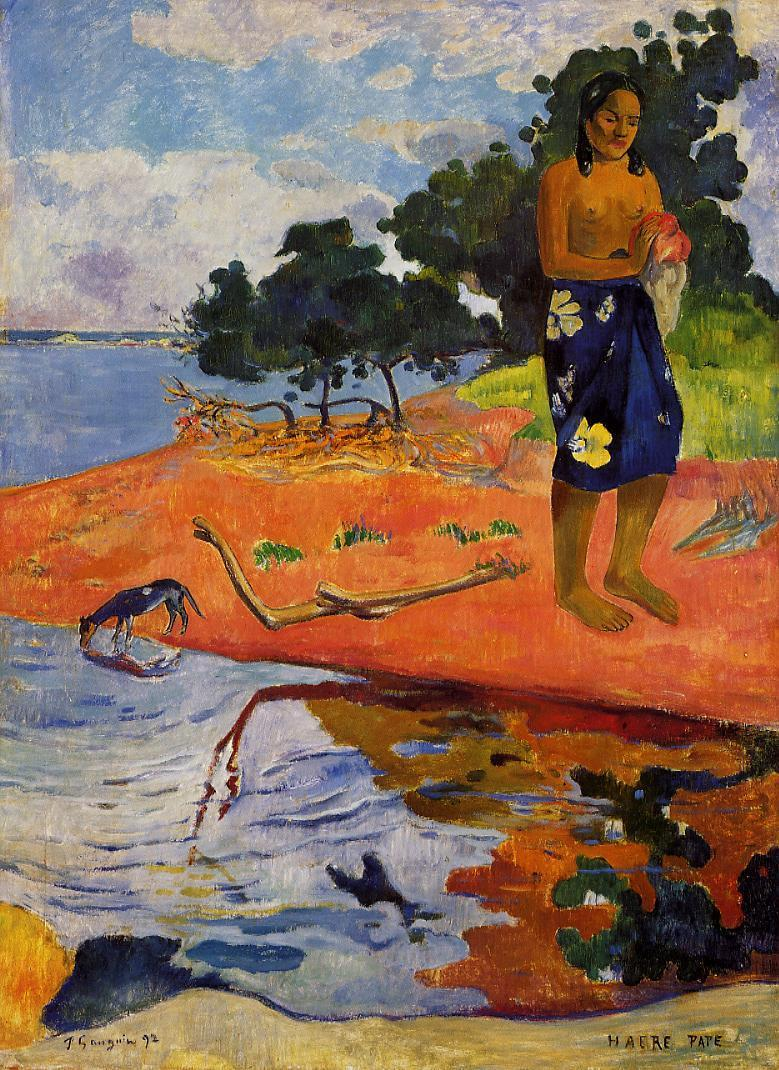
Haere Pape (1892) por Paul Gauguin
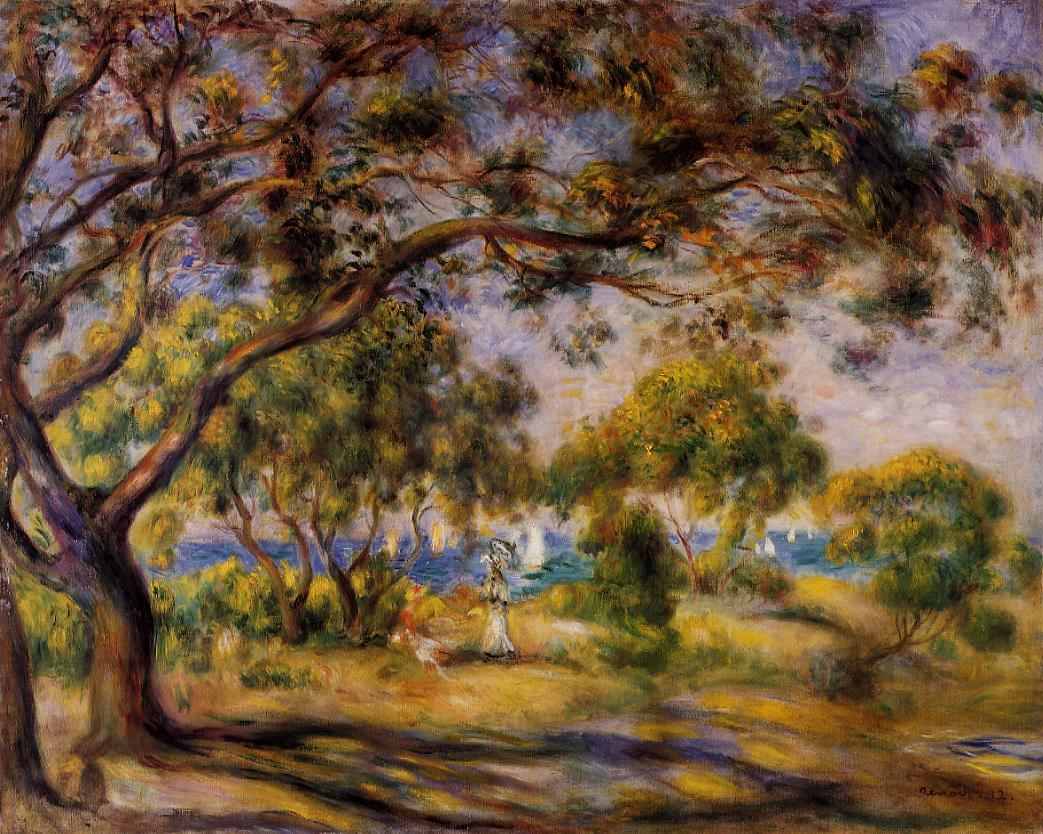
Noirmoutier (1892) por P.-A. Renoir
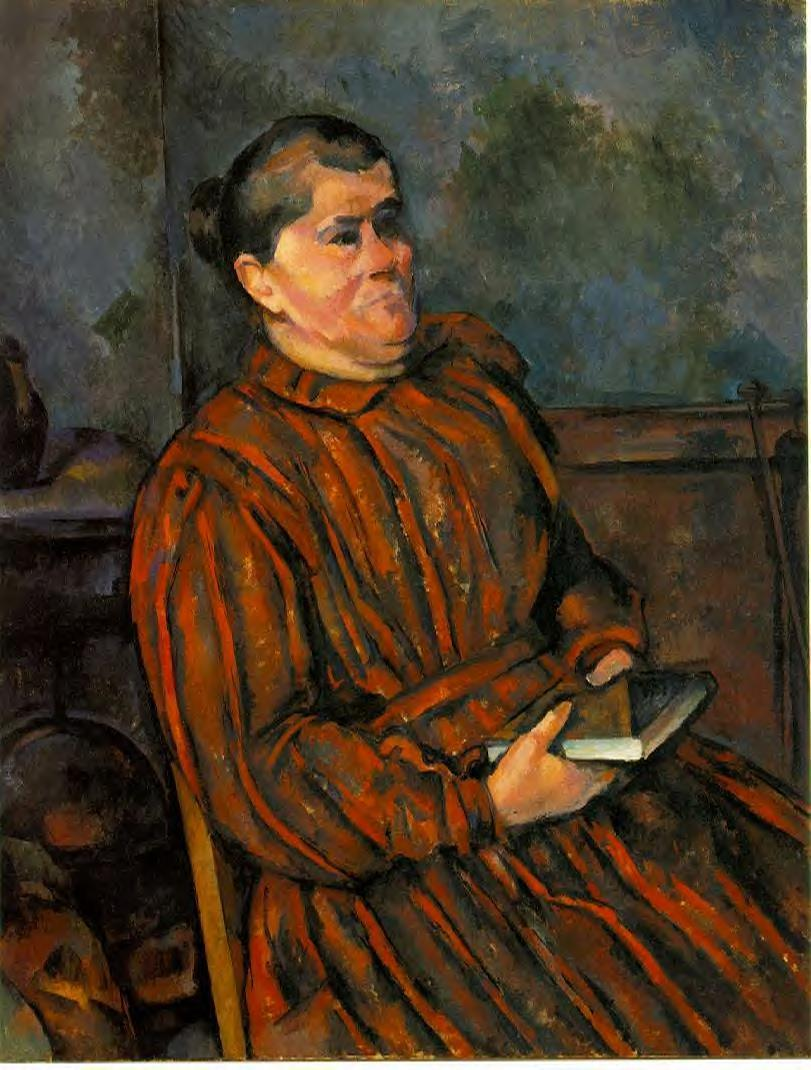
Retrato de mujer Barnes (1892-96) por P. Cézanne
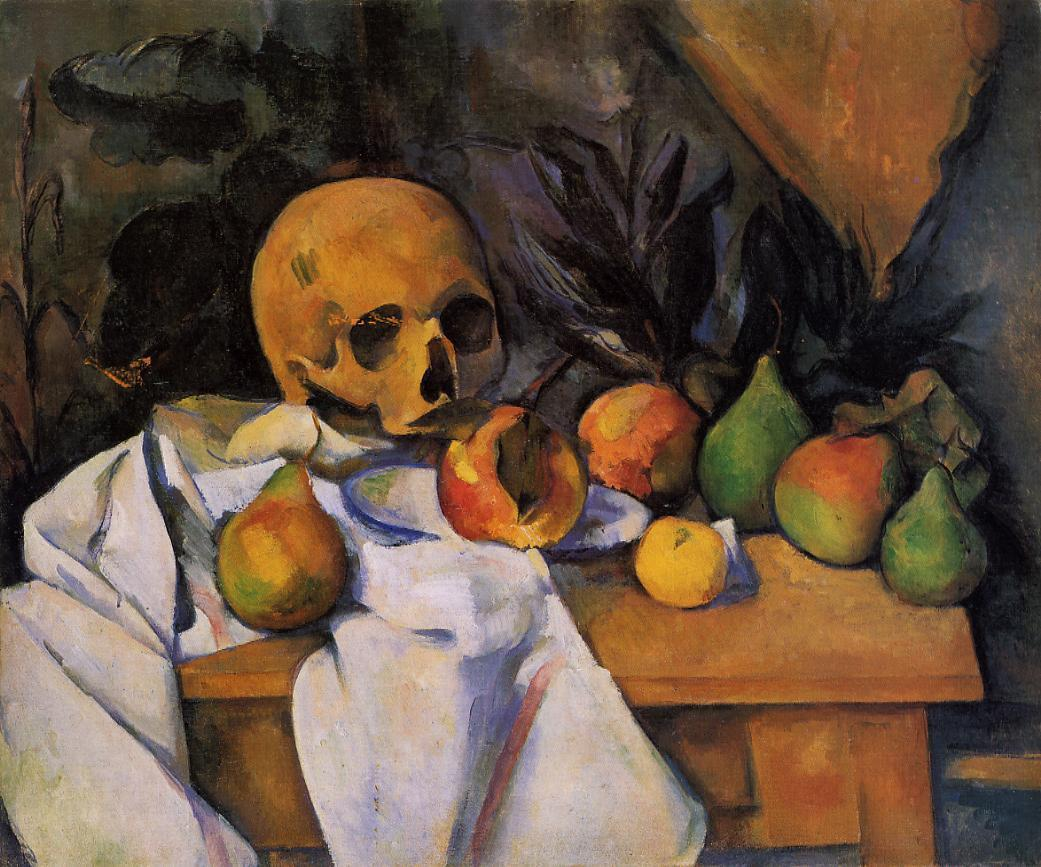
Naturaleza muerta con cráneo (1895-1900) por P. Cézanne
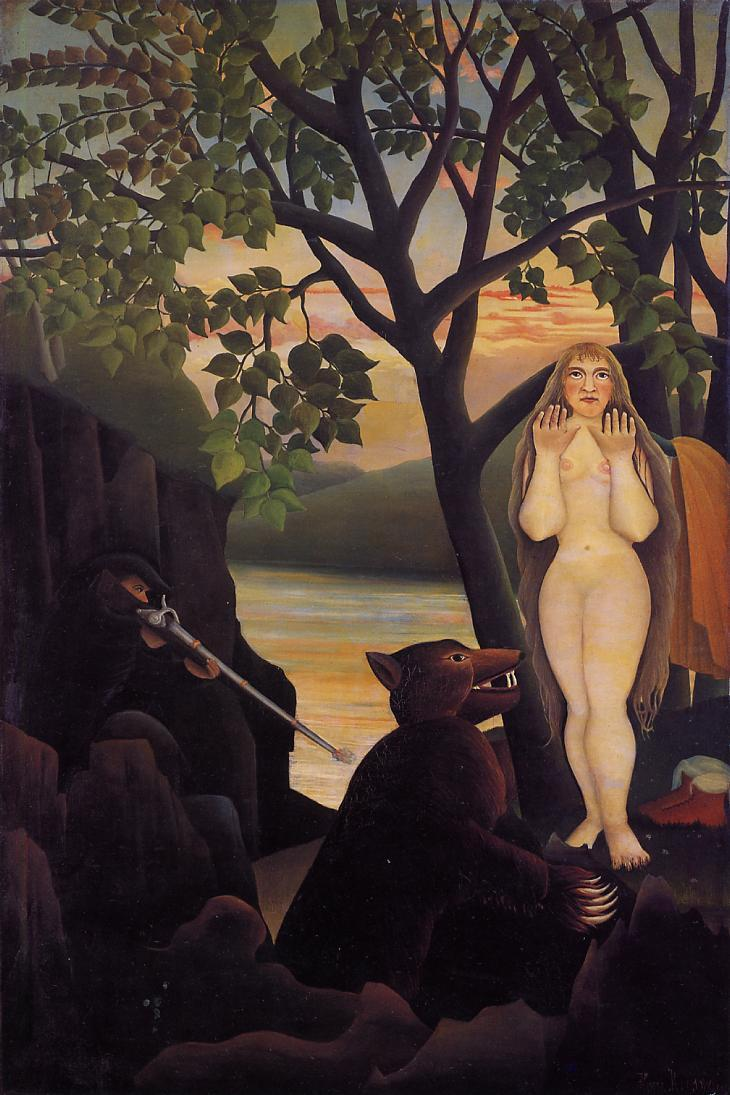
Mauvaise surprise (1901) por Henri Rousseau
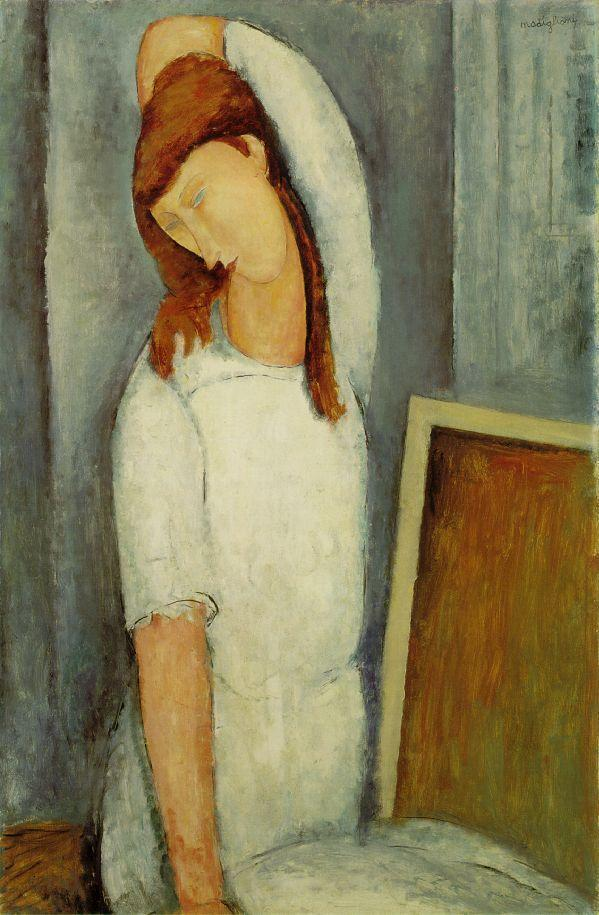
Jeanne Hébuterne (1919) por Amedeo Modigliani